# Betty Garrett
Betty Garrett (St. Joseph (Missouri), 23 mei 1919 – Los Angeles, 12 februari 2011) was een Amerikaanse actrice, die vooral bekend werd als Irene Lorenzo in All in the Family.
Zij was getrouwd met Larry Parks, van 1944 tot zijn dood in 1975. Garrett kreeg twee kinderen met Parks.
In 2003 kreeg ze haar eigen ster op de Hollywood Walk of Fame.
In februari 2011 is zij opgenomen in het Ronald Reagan UCLA Medical Center in verband met verwijding van haar aorta. Ze is daar op zaterdagochtend 12 februari 2011 aan overleden.

## Filmografie
- Dark and Stormy Night (2009) – Mrs. Hausenstout (Post-productie)
- Trail of the Screaming Forehead (2007) – Mrs. Cuttle
- Grey's Anatomy televisieserie – Eleanor (Afl., Break on Through, 2006)
- Becker televisieserie – Molly Firth (Afl., Nightmare on Becker Street, 2003)
- Boston Public televisieserie – Miriam Guber (Afl., Chapter Fifty-Seven, 2003)
- The Long Way Home (televisiefilm, 1998) – Veronica
- Union Square televisieserie – Agnes (Afl., Out and In, 1998)
- Townies televisieserie – Mrs. Gunders (Afl., Faith, Hope & Charity, 1996)
- The Good Life televisieserie – Phyllis (Afl., The Mother-in-Law, 1994)
- The Golden Girls televisieserie – Sara (Afl., Old Boyfriends, 1991)
- Murder, She Wrote televisieserie – Kit Parkins (Afl., Who Killed J.B. Fletcher?, 1991)
- Murder, She Wrote televisieserie – Martha Neilson (Afl., Trouble in Eden, 1987)
- Mr. Merlin televisieserie – Rol onbekend (Afl., Change of Venue: Part 1, 1982)
- All the Way Home (televisiefilm, 1981) – Catherine
- Laverne & Shirley televisieserie – Edna Babish-DeFazio (5 afl., 1977, 2 keer 1979, 2 keer 1980)
- The Love Boat televisieserie – Mrs. McCoy, Julie's Mother (Afl., Julie's Dilemma/ Who's Who/Rocky, 1978)
- All in the Family televisieserie – Irene Lorenzo (25 afl., 1973-1975)
- The Fugitive televisieserie – Margaret Ruskin (Afl., Escape into Black, 1964)
- The Lloyd Bridges Show televisieserie – Ellen Pennington (Afl., Mr. Pennington's Machine, 1962)
- The Chevy Show televisieserie – Bettina (Afl., Autumn Crocus, 1961)
- The Shadow on the Window (1957) – Linda Atlas
- The Ford Television Theatre televisieserie – Georgia Penland (Afl., The Penlands and the Poole, 1957)
- The Ford Television Theatre televisieserie – Lorry Erskine (Afl., A Smattering of Bliss, 1955)
- My Sister Eileen (1955) – Ruth Sherwood
- On the Town (1949) – Brunhilde ‘Hilde’ Esterhazy
- Neptune's Daughter (1949) – Betty Garrett
- Take Me Out to the Ball Game (1949) – Shirley Delwyn
- Words and Music (1948) – Peggy Lorgan McNeil
- Big City (1948) – Shoo Shoo Grady

- Bibsys: 99001899
- Biblioteca Nacional de España: XX1176092
- Bibliothèque nationale de France: cb13943330f (data)
- Gemeinsame Normdatei: 120637480
- International Standard Name Identifier: 0000 0001 1540 3652
- Library of Congress Control Number: n85376586
- MusicBrainz: 3d4ec208-9e7b-4476-801c-364a70ac6f65
- Nationale Bibliotheek van Tsjechië: xx0171382
- SNAC: w6zw4sxm
- Système universitaire de documentation: 197845622
- Virtual International Authority File: 51880142
- WorldCat: E39PBJth3rjhJYJRrCW3vyCqQq